# Върбан Ангелов
Върбан Ангелов Попцветков е български юрист и дипломат, деец на Българската комунистическа партия, Обвинител от Втори състав на т.нар. Народен съд (1944 – 1945).

## Биография
Попцветков е роден в Самоводене на 16 септември 1887. Учи във Велико Търново. Завършва Педагогическо училище в Шумен през 1907 г. Член на БРСДП т.с. от 1907 г. Завършва Юридическия факултет на СУ през 1912. Специализира право и в Берлин. Участва като подпоручик в Балканските войни. През Първата световна война е запасен поручик, взводен командир в 18-и пехотен полк. За бойни отличия и заслуги във войната е награден с ордени „За храброст“ IV степен и „За военна заслуга“ V степен. Ранен на Южния фронт. След войните адвокатства във В. Търново, Русе (1920 – 1925) и София. В Русе е юрисконсулт на русенската комуна. През 1918 г. е секретар на ОК на БРСДП в Търново. През 1919 г. е избран за народен представител. Деец на Комунистическата партия. От 1921 до 1923 г. е секретар на Окръжния комитет на БКП в Русе. Защитник на комунистически дейци по множество процеси в периода 1923 – 1925 г. По време на Априлските събития е прострелян в двата крака. След като излиза от болницата се установява в Полски Тръмбеш до 1926 г. От 1927 г. се премества в София. Член на Международния съюз на адвокатите. Многократно интерниран в лагери в Златоград, село Сини вир, Нови Пазар и Рибарица от 1938 до 1941 г. От 1941 до 1943 г. лежи в лагерите Гонда вода, Кръстополе и Св. Кирик. Излиза през 1943 г. и продължава да бъде адвокат. Един от организаторите на Народния фронт в България.
Става обвинител във Втори състав на т.нар. Народен съд, Иска 15 смъртни присъди срещу депутати. Сътрудник и редактор на вестници като „Ехо“, „Новини“ и др. Пълномощен министър в Турция (1945 – 1949) и Австрия (1954 – 1958). Ръководител на Държавния арбитраж 1970 – 1973. Умира в София през 1974 г. Негови спомени и документи се съхраняват в Централния държавен архив – Ф. 1113К, 1 опис, 10 а.е., 1944 – 1968. Герой на социалистическия труд (указ № 589 от 24 март 1972), носител на орден „Народна република България“ – I ст. и орден „Георги Димитров“.